# Застава Оландских Острва
Застава Оландских Острва се састоји из Шведске заставе са додатним црвеним крстом, који означава Финску. Данас је застава Финске беле и плаве боје, али пре, за време владавине Финског национализма, боје су биле црвена и жута (као на грбу Финске). Застава је службено у употреби од 1954. године.